# Vroom (Computerspiel)
Vroom ist ein Rennspiel, welches 1991 vom französischen Spieleentwickler Lankhor herausgebracht wurde. Es erschien auf dem Amiga, Atari ST sowie MS-DOS. Programmiert wurde es hauptsächlich von Daniel Macré.

## Gameplay
Der Spieler übernimmt die Rolle eines Rennfahrers und muss sein Können unter Beweis stellen. Man kann zwischen diversen Spielmodi wählen und das Getriebe auf Manuell oder Automatik einstellen.
Bemerkenswert ist die teilweise Verwendung von Polygongrafik, was 1991 noch keine Selbstverständlichkeit darstellte.

## Vorgänger & Nachfolger
Der erste Teil erschien bereits 1986 als Wroom! für den Sinclair QL.
Vroom selbst erschien überarbeitet 1993 als Formula One für diverse Systeme, u. a. den Sega Mega Drive. Der Titel wurde von Domark überarbeitet und erhielt eine Lizenz der FOCA.

## Rezeption
Das Spiel erhielt durchweg gute Kritiken.